# Rosa de Peters

Rosa de Peters

Rosa de Peters é uma matriz proposta por Arno Peters, que permitiria calcular o valor mais próximo possível de qualquer produto, não baseando-se no tempo gasto, mas no tempo socialmente necessário pelo total das despesas que é consumido para a realização de um produto pronto para o consumo.Seria contrário ao preço de mercado.
Segundo Heinz Dieterich e a sua teoria do socialismo do século XXI, a aplicação da Rosa de Peters em um novo estado socialista, baseado no trabalho coletivizado que substituiria o trabalho por salário, faria com que a produção comercial tenda a desaparecer e que desse modo, a diferença e a luta de classes, diferenças entre o trabalho intelectual e manual, entre o trabalho na cidade e no campo.